# 수촌리 학살 사건
수촌리학살사건(水村里虐殺事件)은 1919년 4월 5일, 3·1운동의 주모자를 색출한다는 구실로 일본군이  새벽 3시 반경에 수촌리를 급습하여  일대를 방화하고 민간인들을 학살한 사건이다. 수촌리는 현재의 화성시 장안면 수촌리로, 당시 일본군에 의해 42호중 38호가 불에 탔다. 
마을 전체가 몰살당한 수촌리의 실상이 입소문을 타고 서울까지 퍼졌으나, 일제는 이 사실을 수긍하지 않았다. 하지만 4월 16일 장로교 선교사인 언더우드와 영국 공사관 커티스, 프리랜서 기자인 테일러가 수촌리를 직접 방문함으로써 전 세계에 알려졌다. 이후 4월 18일에는 세브란스병원 의사 스코필드가, 4월 19일에는 영국 영사 로이즈와 수원 지방 교회를 관리하는 노블 감리사를 비롯하여 케이블, 빌링스, 벡크 등 감리교 선교사들이 다녀갔다. 이들을 통해 방화 사건의 사실이 알려졌다.